# Us (film, 1927)
Pour les articles homonymes, voir US.
Ne doit pas être confondu avec Us (film, 2019).
Us  est un film américain réalisé par Leo McCarey et James Parrott, sorti en 1927.

## Fiche technique
- Titre original : Us
- Réalisation : Leo McCarey et James Parrott
- Scénario : Leo McCarey
- Montage : Richard C. Currier
- Producteur : Hal Roach
- Société de production : Hal Roach Studios
- Société de distribution : Pathé Exchange
- Pays de production :  États-Unis
- Langue : Anglais
- Format : Noir et blanc — 35 mm — 1,33:1
- Durée : 23 minutes
- Date de sortie : 
  - États-Unis : 26 novembre 1927

## Distribution
- Charley Chase : Charley
- Margaret Quimby
- Jim Mason
- William Orlamond
- May Wallace
- Emma Tansey
- Jackie Combs
- Dorothy Coburn